# Акворт (Айова)
Акворт (англ. Ackworth) — місто (англ. city) в США, в окрузі Воррен штату Айова. Населення — 115 осіб (2020).

## Географія
Акворт розташований за координатами 41°21′59″ пн. ш. 93°28′29″ зх. д. / 41.36639° пн. ш. 93.47472° зх. д. (41.366302, -93.474783).  За даними Бюро перепису населення США в 2010 році місто мало площу 0,76 км², уся площа — суходіл. В 2017 році площа становила 1,42 км², уся площа — суходіл.

## Демографія
Згідно з переписом 2010 року, у місті мешкали 83 особи в 33 домогосподарствах у складі 26 родин. Густота населення становила 110 осіб/км².  Було 38 помешкань (50/км²).
Расовий склад населення:
| - 100,0 % — білих |

До двох чи більше рас належало 0,0 %. Частка іспаномовних становила 1,2 % від усіх жителів.
За віковим діапазоном населення розподілялося таким чином: 21,7 % — особи молодші 18 років, 59,0 % — особи у віці 18—64 років, 19,3 % — особи у віці 65 років та старші. Медіана віку мешканця становила 44,7 року. На 100 осіб жіночої статі у місті припадало 107,5 чоловіків;  на 100 жінок у віці від 18 років та старших — 97,0 чоловіків також старших 18 років.
Середній дохід на одне домашнє господарство  становив 51 456 доларів США (медіана — 40 000), а середній дохід на одну сім'ю — 61 146 доларів (медіана — 57 917). 
Цивільне працевлаштоване населення становило 14 особи. Основні галузі зайнятості: фінанси, страхування та нерухомість — 42,9 %, будівництво — 21,4 %, транспорт — 14,3 %, мистецтво, розваги та відпочинок — 14,3 %.